# آرچ انمی
آرچ انمی (به انگلیسی: Arch Enemy) یک گروه ملودیک دث متال سوئدی است که از سال ۱۹۹۵ فعالیت خود را آغاز کرده‌است. اعضای آن در گروه هایی مانند carcass, Armageddon ,Carnage ، Mercyful Fate ، Spiritual Beggars ، The Agonist ، Nevermore ، و Eucharist فعالیت میکردند. این گروه توسط مایکل اموت نوازندهٔ گیتار و یوهان لیوا که هردو در گروه کارکاس بودند بنا نهاده شد. در ابتدا یوهان لیوا رهبری گروه را بر عهده داشت که در سال 2000 با خواننده آلمانی آنجلا گوسو جایگزین شد . گوسو در مارس 2014 گروه را ترک کرد و مدیر گروه شد و خواننده کانادایی آلیسا وایت گلاز جایگزین او شد. آرچ انِمی تا به امروز ۱۰ آلبوم استودیویی، ۳ آلبوم زنده و سه دی‌وی‌دی منتشر کرده‌است.

## اعضا

### اعضای فعلی
- آلیسا وایت گلاز: آواز (۲۰۱۴ تا کنون)
- دنیل ارلاندسون: درامز (۱۹۹۶–۱۹۹۷ و ۱۹۹۸ تا کنون)
- شارلی دی‌آنجلو: گیتار بیس (۱۹۹۹ تا کنون)
- مایکل آموت: همخوان، گیتار لید و گیتار ریتم (۱۹۹۶- تا کنون)
- جف لومیس: گیتار (۲۰۱۴ - تا کنون)

### اعضای پیشین
- آنگلا گوسو: آواز (۲۰۰۱–۲۰۱۴)
- کریستوفر آموت: گیتار لید و گیتار ریتم (۱۹۹۶–۲۰۰۵ و ۲۰۰۷–۲۰۱۲)

## ترانه‌شناسی
آلبوم‌های استودیویی
- زمین سیاه (۱۹۹۶)
- استیگماتا (۱۹۹۸)
- پُل‌های سوزان (۱۹۹۹)
- دستمزد معصیت (۲۰۰۱)
- سرودهای عصیان (۲۰۰۳)
- ماشین رستاخیر (۲۰۰۵)
- ظهور ستمگر (۲۰۰۷)
- لژیون‌های هرج و مرج کیهانی (۲۰۱۱)
- نزاع ابدی (۲۰۱۴)
- اراده معطوف به قدرت (۲۰۱۷)
- اراده معطوف به قدرت (۲۰۱۷)

آلبوم‌های گردآوری شده
- مانیفست آرچ انمی (۲۰۰۹)
- ریشهٔ همه شرارت‌ها (۲۰۰۹)
- با خون پوشیده شده (۲۰۱۹)

آلبوم‌های اجرای زنده
- ژاپن سوزان زنده ۱۹۹۵ (۲۰۰۰)
- حاکمان ستمگر آفتاب تابان (۲۰۱۱)
- همان‌طور که صحنه‌ها در آتش می‌سوزند! (۲۰۱۷)